# Agrotis deprivata
Agrotis deprivata là một loài bướm đêm trong họ Noctuidae.